# 理查德·霍尔登
（1985年3月11日—），英國保守黨籍政治人物，自2023年11月起擔任保守黨主席兼不管部大臣。他自2019年大選起成為西北達勒姆選區國會議員，亦是該選區首名保守黨籍議員。他曾在2022年10月至2023年11月間擔任道路及地方運輸政務次官。

## 生平

### 早年生涯
霍爾登在1985年3月11日出生於蘭開夏郡布力般。他在里布爾谷（Ribble Valley）地區的葛林德爾頓（Grindleton）長大，曾就讀葛林德爾頓小學（Grindleton Primary School）、斯基普頓厄米斯特德文法學校（Ermysted's Grammar School）、布力般伊利沙伯女皇文法學校（Queen Elizabeth's Grammar School）和聖瑪麗書院（St Mary's College），及後就讀倫敦政治經濟學院，並在2007年獲得政治及歷史理學士學位。
霍爾登在2007年8月開始在保守黨競選總部工作，曾擔任資料輸入員、傳媒監察員和值班新聞官，直至2010年獲任命為政治新聞顧問，兩年後升任為副新聞主管。
霍爾登曾在2015年大選中代表保守黨參選普雷斯頓選區。大選後成為掌璽大臣兼上議院領袖比斯頓的司徒慧兒女男爵的特別顧問，及後在2016年保守黨黨魁選舉中為文翠珊助選。他亦曾在接任上議院領袖一職的寶園的歐樂怡女男爵麾下工作，及後在2016年10月至2017年4月間成為國防大臣房應麟的特別顧問。
霍爾登在2018年12月成為運輸大臣紀嘉林的特別顧問，及後在2019年保守黨黨魁選舉中為約翰遜助選，其後在2019年8月至11月間成為教育大臣韋廉信的特別顧問。國會解散重選時，霍爾登亦在保守黨競選總部工作，直至他獲派參選西北達勒姆選區為止。

### 國會生涯
霍爾登在2019年大選中以1,144票多數票當選為西北達勒姆選區國會議員，是該選區首位保守黨籍議員。該議席曾被視為工黨的穩得議席，自1950年選區重新建立起在該選區連續十九次當選。
霍爾登曾在2020年3月至2022年3月期間擔任公共帳目委員會委員。在其擔任國會議員後他亦在政治網誌保守之家撰寫雙週專欄。霍爾登在2021年7月獲選為1922委員會執行委員。他亦是賭博相關損害跨黨派國會團體委員會委員，並曾廣泛發表其要求對網上賭博採取更嚴格規管的觀點。
他曾發動要求將對新車輛徵收的車輛消費稅所作加幅回減的行動，該稅項在2019年9月因歐盟2018/1832號規定而增加。在2020年3月的中央政府預算中，財政大臣辛偉誠宣佈有關加幅將會回減，並表示有關回減會使消費者和行業每年省下2,500萬英鎊的稅收。
2021年3月，霍爾登率領80名保守黨籍國會議員聯署要求財政大臣推行酒吧散裝啤酒低稅政策。他與另一名保守黨籍議員麥克·伍德就有關議題與財政部官員會晤，並在2021年10月聯同100名保守黨籍國會議員要求在2021年中央政府預算中涵蓋有關政策。在2021年中央政府預算中，政府宣佈在酒吧販賣的散裝啤酒會獲得比標準啤酒稅低百分之五的稅項寬減，使酒吧可減少徵收每年1億英鎊的稅項。辛偉誠在預算演講中提及霍爾登和伍德對有關訴求的貢獻。
2022年4月22日，霍爾登要求達勒姆警察對工黨黨魁施紀賢就媒體報道其在該月參與一場涉嫌違反2019冠狀病毒病規則的選舉活動員工聚會展開調查。達勒姆警察在5月6日表示會對此展開調查。2022年7月8日，達勒姆警察表示由於有關聚會屬規則內「合理必要的工作」的豁免範圍之內，故他們不會發出任何定額罰款通知書。
霍爾登在2022年7月至9月英國保守黨黨魁選舉中支持辛偉誠。他在2022年10月獲任命為道路及地方運輸政務次官，及後隨內閣重組而在2023年11月13日獲任命為保守黨主席兼不管部大臣。

## 個人生活
霍爾登為倫敦卡爾頓俱樂部（Carlton Club）和康塞特鋼鐵俱樂部（Steel Club）的會員。

## 外部連結
- 英国的個人檔案
- 公鞭記載的投票紀錄
- TheyWorkForYou記載的紀錄